# Thecla elimes
Thecla elimes är en fjärilsart som beskrevs av Dyar 1914. Thecla elimes ingår i släktet Thecla och familjen juvelvingar. Inga underarter finns listade i Catalogue of Life.